# Mistrzostwa Świata w Kolarstwie Torowym 1979
76. Mistrzostwa Świata w Kolarstwie Torowym 1979 odbyły się w Amsterdamie. W programie mistrzostw znalazło się trzynaście konkurencji: sprint i wyścig na dochodzenie dla kobiet, a dla mężczyzn: sprint, wyścig na dochodzenie, wyścig ze startu zatrzymanego zarówno dla zawodowców jak i amatorów, wyścig drużynowy na dochodzenie zawodowców, wyścig tandemów, wyścig na 1000 m, wyścig punktowy amatorów oraz derny.

## Medaliści

### Kobiety
| Konkurencja                        | Złoto                  | Srebro              | Brąz            |
| ---------------------------------- | ---------------------- | ------------------- | --------------- |
| Sprint indywidualny                | Galina Cariowa         | Truus van der Plaat | Sue Novara      |
| Wyścig indywidualny na dochodzenie | Keetie van Oosten-Hage | Anne Riemersma      | Luigina Bissoli |

### Mężczyźni
| Konkurencja                              | Złoto                                                               | Srebro                                                                        | Brąz                                                                                   |
| ---------------------------------------- | ------------------------------------------------------------------- | ----------------------------------------------------------------------------- | -------------------------------------------------------------------------------------- |
| wyścig punktowy amatorów                 | Igor Sláma                                                          | Pierangelo Bincoletto                                                         | Urs Freuler                                                                            |
| wyścig ze startu zatrzymanego zawodowców | Martin Venix                                                        | Wilfried Peffgen                                                              | Cees Stam                                                                              |
| wyścig ze startu zatrzymanego amatorów   | Mattheus Pronk                                                      | Guido Van Meel                                                                | Gaby Minneboo                                                                          |
| indywidualnie na dochodzenie zawodowców  | Bert Oosterbosch                                                    | Francesco Moser                                                               | Herman Ponsteen                                                                        |
| indywidualnie na dochodzenie amatorów    | Nikołaj Makarow                                                     | Maurizio Bidinost                                                             | Alain Bondue                                                                           |
| 1 km ze startu zatrzymanego              | Lothar Thoms                                                        | Gordon Singleton                                                              | Eduard Rapp                                                                            |
| drużynowo na dochodzenie                 | NRD · Lutz Haueisen · Gerald Mortag · Axel Grosser · Volker Winkler | ZSRR · Władimir Osokin · Wasilij Ehrlich · Witalij Pietrakow · Wiktor Manakow | Włochy · Maurizio Bidinost · Pierangelo Bincoletto · Silvestro Milani · Sandro Callari |
| tandemy                                  | Francja · Yavé Cahard · Franck Dépine                               | RFN · Dieter Giebken · Hans-Peter Reimann                                     | Czechosłowacja · Vladimír Vačkář · Miroslav Vymazal                                    |
| sprint indywidualny zawodowców           | Kōichi Nakano                                                       | Dieter Berkmann                                                               | Michel Vaarten                                                                         |
| sprint indywidualny amatorów             | Lutz Heßlich                                                        | Emanuel Raasch                                                                | Christian Drescher                                                                     |
| Derny                                    | Dietrich Thurau                                                     | Wilfried Peffgen                                                              | Cees Stam                                                                              |

## Klasyfikacja medalowa
| Miejsce | Państwo           |   |   |   | Razem |
| ------- | ----------------- | - | - | - | ----- |
| 1.      | Holandia          | 4 | 2 | 4 | 10    |
| 2.      | NRD               | 3 | 1 | 1 | 5     |
| 3.      | ZSRR              | 2 | 1 | 1 | 4     |
| 4.      | RFN               | 1 | 4 | 0 | 5     |
| 5.      | Czechosłowacja    | 1 | 0 | 1 | 2     |
|         | Francja           | 1 | 0 | 1 | 2     |
| 7.      | Japonia           | 1 | 0 | 0 | 1     |
| 8.      | Włochy            | 0 | 3 | 2 | 5     |
| 9.      | Belgia            | 0 | 1 | 1 | 2     |
| 10.     | Kanada            | 0 | 1 | 0 | 1     |
| 11.     | Stany Zjednoczone | 0 | 0 | 1 | 1     |
|         | Szwajcaria        | 0 | 0 | 1 | 1     |